# Světový pohár v ledolezení 2023
Světový pohár v ledolezení 2023 (anglicky UIAA Ice Climbing World Cup 2023) probíhal začátkem roku 2023 (zimní sezóna 2022/2023) ve třech městech a zemích v obou disciplínách (obtížnost a rychlost) pod patronací Mezinárodní horolezecké federace (UIAA).

## Přehledy závodů
Závody v Čchongsongu byly zároveň mistrovstvím Asie a závody v Champagny mistrovstvím Evropy. Do výsledného součtu se závodníkům počítaly body ze všech tří závodů. Celého ročníku se neúčastnili ruští závodníci.

### Česká stopa
Závodů se zúčastnily Aneta Loužecká a Tereza Sukačová.

### Kalendář
| Kalendář závodů SP 2023 v ledolezení | Kalendář závodů SP 2023 v ledolezení | Kalendář závodů SP 2023 v ledolezení | Kalendář závodů SP 2023 v ledolezení                                               | Kalendář závodů SP 2023 v ledolezení | Kalendář závodů SP 2023 v ledolezení | Kalendář závodů SP 2023 v ledolezení | Kalendář závodů SP 2023 v ledolezení |
| Datum                                | Místo                                | Země                                 | Web                                                                                | Počet závodníků                      | Počet závodníků                      | Počet zemí                           | Počet zemí                           |
| Datum                                | Místo                                | Země                                 | Web                                                                                | obtížnost                            | rychlost                             | obtížnost                            | rychlost                             |
| ------------------------------------ | ------------------------------------ | ------------------------------------ | ---------------------------------------------------------------------------------- | ------------------------------------ | ------------------------------------ | ------------------------------------ | ------------------------------------ |
| 13.-15. ledna                        | Čchongsong                           | Jižní Korea                          | Ice-climbing.or.kr                                                                 | 37+31                                | 26+25                                | +                                    | +                                    |
| 19.-21. ledna                        | Champagny                            | Francie                              |                                                                                    | 56+29                                | 37+16                                | +                                    | +                                    |
| 26.-28. ledna                        | Saas-Fee                             | Švýcarsko                            | Iceclimbingworldcup.ch Archivováno 19. 9. 2016 na Wayback Machine. Iceandsound.com | 49+34                                | 36+21                                | +                                    | +10                                  |
| Celkem                               | 3                                    | 3                                    | Iceclimbing.sport/calendar                                                         | 59+47                                | 45+34                                | +                                    | +                                    |

### Výsledky mužů - obtížnost
| Výsledky SP v ledolezení na obtížnost 2023 - muži | Výsledky SP v ledolezení na obtížnost 2023 - muži | Výsledky SP v ledolezení na obtížnost 2023 - muži | Výsledky SP v ledolezení na obtížnost 2023 - muži | Výsledky SP v ledolezení na obtížnost 2023 - muži | Výsledky SP v ledolezení na obtížnost 2023 - muži | Výsledky SP v ledolezení na obtížnost 2023 - muži |
| Pořadí                                            | Jméno                                             | Země                                              | Body                                              | Čchongsong                                        | Champagny                                         | Saas-Fee                                          |
| ------------------------------------------------- | ------------------------------------------------- | ------------------------------------------------- | ------------------------------------------------- | ------------------------------------------------- | ------------------------------------------------- | ------------------------------------------------- |
| 1.                                                | Louna Ladevant                                    | Francie                                           | 251                                               | 5. 51                                             | 1. 100                                            | 1. 100                                            |
| 2.                                                | Pak Hi-jong                                       | Jižní Korea                                       | 220                                               | 1. 100                                            | 3. 65                                             | 4. 55                                             |
| 3.                                                | Benjamin Bosshard                                 | Švýcarsko                                         | 182                                               | 15. 22                                            | 2. 80                                             | 2. 80                                             |
|                                                   |                                                   |                                                   |                                                   |                                                   |                                                   |                                                   |
| 4.                                                | Tristan Ladevant                                  | Francie                                           | 163                                               | 3. 65                                             | 4. 55                                             | 7. 43                                             |
| 5.                                                | YoungGeon Lee                                     | Jižní Korea                                       | 155                                               | 6. 47                                             | 7. 43                                             | 3. 65                                             |
| 6.                                                | Keenan Griscom                                    | USA                                               | 137                                               | 4. 55                                             | 11. 31                                            | 5. 51                                             |
| 7.                                                | Mohammadreza Safdarian Korouyeh                   | Írán                                              | 112,5                                             | 7. 43                                             | 9. 37                                             | 10.-11. 32,5                                      |
| 8.                                                | Virgile Devin                                     | Francie                                           | 105                                               | 8. 40                                             | 6. 47                                             | 17. 18                                            |
| 9.                                                | Kwon Younghye                                     | Jižní Korea                                       | 86                                                | 2. 80                                             | —                                                 | 25. 6                                             |
| 10.                                               | Jaejun Lim                                        | Jižní Korea                                       | 81                                                | 9. 37                                             | 8. 40                                             | 27. 4                                             |
|                                                   |                                                   |                                                   |                                                   |                                                   |                                                   |                                                   |
| —                                                 | —                                                 | Česko                                             | —                                                 | —                                                 | —                                                 | —                                                 |
| počet finalistů                                   | počet finalistů                                   | počet finalistů                                   | počet finalistů                                   | 8                                                 | 8                                                 | 8                                                 |
| počet semifinalistů                               | počet semifinalistů                               | počet semifinalistů                               | počet semifinalistů                               | 17                                                | 16                                                | 16                                                |
| bodovaných závodníků                              | bodovaných závodníků                              | bodovaných závodníků                              | 59                                                | 37                                                | 46                                                | 44                                                |
| celkový počet závodníků                           | celkový počet závodníků                           | celkový počet závodníků                           | x                                                 | 37                                                | 56                                                | 49                                                |

### Výsledky mužů - rychlost
| Výsledky SP v ledolezení na rychlost 2023 - muži | Výsledky SP v ledolezení na rychlost 2023 - muži | Výsledky SP v ledolezení na rychlost 2023 - muži | Výsledky SP v ledolezení na rychlost 2023 - muži | Výsledky SP v ledolezení na rychlost 2023 - muži | Výsledky SP v ledolezení na rychlost 2023 - muži | Výsledky SP v ledolezení na rychlost 2023 - muži |
| Pořadí                                           | Jméno                                            | Země                                             | Body                                             | Čchongsong                                       | Champagny                                        | Saas-Fee                                         |
| ------------------------------------------------ | ------------------------------------------------ | ------------------------------------------------ | ------------------------------------------------ | ------------------------------------------------ | ------------------------------------------------ | ------------------------------------------------ |
| 1.                                               | Mohsen Beheshti Rad                              | Írán                                             | 280                                              | 1. 100                                           | 2. 80                                            | 1. 100                                           |
| 2.                                               | Myungwook Yang                                   | Jižní Korea                                      | 206                                              | 5. 51                                            | 1. 100                                           | 4. 55                                            |
| 3.                                               | Mohammadreza Safdarian Korouyeh                  | Írán                                             | 172                                              | 4. 55                                            | 9. 37                                            | 2. 80                                            |
|                                                  |                                                  |                                                  |                                                  |                                                  |                                                  |                                                  |
| 4.                                               | Kherlen Nyamdoo                                  | Mongolsko                                        | 169                                              | 3. 65                                            | 4.-5. 53                                         | 5. 51                                            |
| 5.                                               | David Bouffard                                   | Rumunsko                                         | 154                                              | 2. 80                                            | 11. 31                                           | 7. 43                                            |
| 6.                                               | Baasandorj Davaadorj                             | Mongolsko                                        | 124                                              | 9. 37                                            | 8. 40                                            | 6. 47                                            |
| 7.                                               | Florian Gantner                                  | Lichtenštejnsko                                  | 118                                              | —                                                | 4.-5. 53                                         | 3. 65                                            |
| 8.                                               | Min Cheol Kim                                    | Jižní Korea                                      | 109                                              | 11. 31                                           | 6. 47                                            | 11. 31                                           |
| 9.                                               | Dennis van Hoek                                  | Nizozemsko                                       | 97                                               | 6. 47                                            | 18. 16                                           | 10. 34                                           |
| 10.                                              | Dorjsurenkhor Otgonkhuu                          | Mongolsko                                        | 89                                               | 8. 40                                            | 12. 28                                           | 15.-16. 21                                       |
|                                                  |                                                  |                                                  |                                                  |                                                  |                                                  |                                                  |
| —                                                | —                                                | Česko                                            | —                                                | —                                                | —                                                | —                                                |
| počet finalistů                                  | počet finalistů                                  | počet finalistů                                  | počet finalistů                                  | 8                                                | 16                                               | 16                                               |
| počet semifinalistů                              | počet semifinalistů                              | počet semifinalistů                              | počet semifinalistů                              | 16                                               | —                                                | —                                                |
| bodovaných závodníků                             | bodovaných závodníků                             | bodovaných závodníků                             | 45                                               | 26                                               | 36                                               | 36                                               |
| celkový počet závodníků                          | celkový počet závodníků                          | celkový počet závodníků                          | x                                                | 26                                               | 37                                               | 36                                               |

### Výsledky žen - obtížnost
| Výsledky SP v ledolezení na obtížnost 2023 - ženy | Výsledky SP v ledolezení na obtížnost 2023 - ženy | Výsledky SP v ledolezení na obtížnost 2023 - ženy | Výsledky SP v ledolezení na obtížnost 2023 - ženy | Výsledky SP v ledolezení na obtížnost 2023 - ženy | Výsledky SP v ledolezení na obtížnost 2023 - ženy | Výsledky SP v ledolezení na obtížnost 2023 - ženy |
| Pořadí                                            | Jméno                                             | Země                                              | Body                                              | Čchongsong                                        | Champagny                                         | Saas-Fee                                          |
| ------------------------------------------------- | ------------------------------------------------- | ------------------------------------------------- | ------------------------------------------------- | ------------------------------------------------- | ------------------------------------------------- | ------------------------------------------------- |
| 1.                                                | Petra Klinglerová                                 | Švýcarsko                                         | 245                                               | 1. 100                                            | 2. 80                                             | 3. 65                                             |
| 2.                                                | Sina Goetz                                        | Švýcarsko                                         | 208                                               | 3. 65                                             | 7. 43                                             | 1. 100                                            |
| 3.                                                | Sin Un-son                                        | Jižní Korea                                       | 202                                               | 2. 80                                             | 1. 100                                            | 15. 22                                            |
|                                                   |                                                   |                                                   |                                                   |                                                   |                                                   |                                                   |
| 4.                                                | Marianne van der Steen                            | Nizozemsko                                        | 153                                               | 6. 47                                             | 5. 51                                             | 4. 55                                             |
| 5.                                                | Eimir McSwiggan                                   | Irsko                                             | 144                                               | 4. 55                                             | 3. 65                                             | 14. 24                                            |
| 6.                                                | Vivien Labarile                                   | Švýcarsko                                         | 140                                               | 10. 34                                            | 4. 55                                             | 5. 51                                             |
| 7.                                                | Haruko Takeuchi                                   | Japonsko                                          | 132                                               | 5. 51                                             | 10. 34                                            | 6. 47                                             |
| 8.                                                | Marion Thomas                                     | Francie                                           | 120                                               | —                                                 | 8. 40                                             | 2. 80                                             |
| 9.                                                | Enni Bertling                                     | Finsko                                            | 117                                               | 12.-23. 27                                        | 6. 47                                             | 7. 43                                             |
| 10.                                               | Olga Kosek                                        | Polsko                                            | 100,5                                             | 8.-9. 38,5                                        | 11. 31                                            | 11. 31                                            |
|                                                   |                                                   |                                                   |                                                   |                                                   |                                                   |                                                   |
| 38.                                               | Aneta Loužecká                                    | Česko                                             | 8                                                 | 23. 8                                             | —                                                 | —                                                 |
| 45.-46.                                           | Tereza Sukačová                                   | Česko                                             | 0,95                                              | —                                                 | —                                                 | 31. 0,95                                          |
| počet finalistek                                  | počet finalistek                                  | počet finalistek                                  | počet finalistek                                  | 9                                                 | 8                                                 | 8                                                 |
| počet semifinalistek                              | počet semifinalistek                              | počet semifinalistek                              | počet semifinalistek                              | 16                                                | 16                                                | 16                                                |
| bodovaných závodnic                               | bodovaných závodnic                               | bodovaných závodnic                               | 47                                                | 31                                                | 29                                                | 34                                                |
| celkový počet závodnic                            | celkový počet závodnic                            | celkový počet závodnic                            | x                                                 | 31                                                | 29                                                | 34                                                |

### Výsledky žen - rychlost
| Výsledky SP v ledolezení na rychlost 2020 - ženy | Výsledky SP v ledolezení na rychlost 2020 - ženy | Výsledky SP v ledolezení na rychlost 2020 - ženy | Výsledky SP v ledolezení na rychlost 2020 - ženy | Výsledky SP v ledolezení na rychlost 2020 - ženy | Výsledky SP v ledolezení na rychlost 2020 - ženy | Výsledky SP v ledolezení na rychlost 2020 - ženy |
| Pořadí                                           | Jméno                                            | Země                                             | Body                                             | Čchongsong                                       | Champagny                                        | Saas-Fee                                         |
| ------------------------------------------------ | ------------------------------------------------ | ------------------------------------------------ | ------------------------------------------------ | ------------------------------------------------ | ------------------------------------------------ | ------------------------------------------------ |
| 1.                                               | Vivien Labarile                                  | Švýcarsko                                        | 212                                              | 6. 47                                            | 1. 100                                           | 3. 65                                            |
| 2.                                               | Olga Kosek                                       | Polsko                                           | 163                                              | 4. 55                                            | 3. 65                                            | 7. 43                                            |
| 3.                                               | Marion Thomas                                    | Francie                                          | 135                                              | —                                                | 4. 55                                            | 2. 80                                            |
|                                                  |                                                  |                                                  |                                                  |                                                  |                                                  |                                                  |
| 4.                                               | Lorena Beck                                      | Lichtenštejnsko                                  | 131                                              | —                                                | 2. 80                                            | 5. 51                                            |
| 5.                                               | Marianne van der Steen                           | Nizozemsko                                       | 125                                              | 5. 51                                            | 8. 40                                            | 10. 34                                           |
| 6.-7.                                            | Ryan McCauley                                    | USA                                              | 105                                              | 24. 7                                            | 7. 43                                            | 4. 55                                            |
| 6.-7.                                            | Caitlin Connor                                   | Spojené království                               | 105                                              | 9. 37                                            | 9. 37                                            | 11. 31                                           |
| 8.-9.                                            | Sughee Lee                                       | Jižní Korea                                      | 100                                              | 1. 100                                           | —                                                | —                                                |
| 8.-9.                                            | Lea Beck                                         | Lichtenštejnsko                                  | 100                                              | —                                                | —                                                | 1. 100                                           |
| 10.                                              | Shabnam Asadi                                    | Írán                                             | 90                                               | 7. 43                                            | —                                                | 6. 47                                            |
|                                                  |                                                  |                                                  |                                                  |                                                  |                                                  |                                                  |
| 12.                                              | Aneta Loužecká                                   | Česko                                            | 80                                               | 2. 80                                            | —                                                | —                                                |
| počet finalistek                                 | počet finalistek                                 | počet finalistek                                 | počet finalistek                                 | 8                                                | 16                                               | 16                                               |
| počet semifinalistek                             | počet semifinalistek                             | počet semifinalistek                             | počet semifinalistek                             | 16                                               | —                                                | —                                                |
| bodovaných závodnic                              | bodovaných závodnic                              | bodovaných závodnic                              | 34                                               | 25                                               | 16                                               | 20                                               |
| celkový počet závodnic                           | celkový počet závodnic                           | celkový počet závodnic                           | x                                                | 25                                               | 16                                               | 21                                               |